# Будинок Маріні
Будинок Маріні (Одеса) — пам'ятка архітектури національного значення (охоронний номер 1458/3). Адреса: Приморський бульвар, 3.

## Історія
Будинок почали будувати в 1824 році, одним з перших на Приморському бульварі. Автор проекту: італійський архітектор Джованні Фраполлі, брат архітектора Франца (Франциско) Фраполлі. Згодом, власник будинку, таємний радник Павло Маріні, одружився з Вікторією Фраполлі, дочкою Франца Фраполлі. Після смерті Павла Маріні будинок перейшов Петру Михайловичу Милорадовичу, який представляв генштаб в штаті графа Павла Євстахійович Коцебу. Однак Милорадовіч володів цим будинком дуже нетривалий період часу і незабаром будинок перейшов до банкірів Ашкеназі.
У кінці 19 століття будинок був реконструйований архітектором Вільгельмом Кабіольскім.
У радянській час будинок пристосували під комунальні квартири.

## Опис
Будинок побудований в стилі класицизму з вапняку, оштукатурений. Двоповерховий, прямокутний у плані. Головний фасад на першому поверсі рустований, на другому розчленований пілястрами коринфського ордера.
З боку двору спочатку на кожному поверсі розташовувалася дерев'яна засклена галерея. Так само до будинку спочатку прилягали два Г-подібних флігеля.

## Галерея

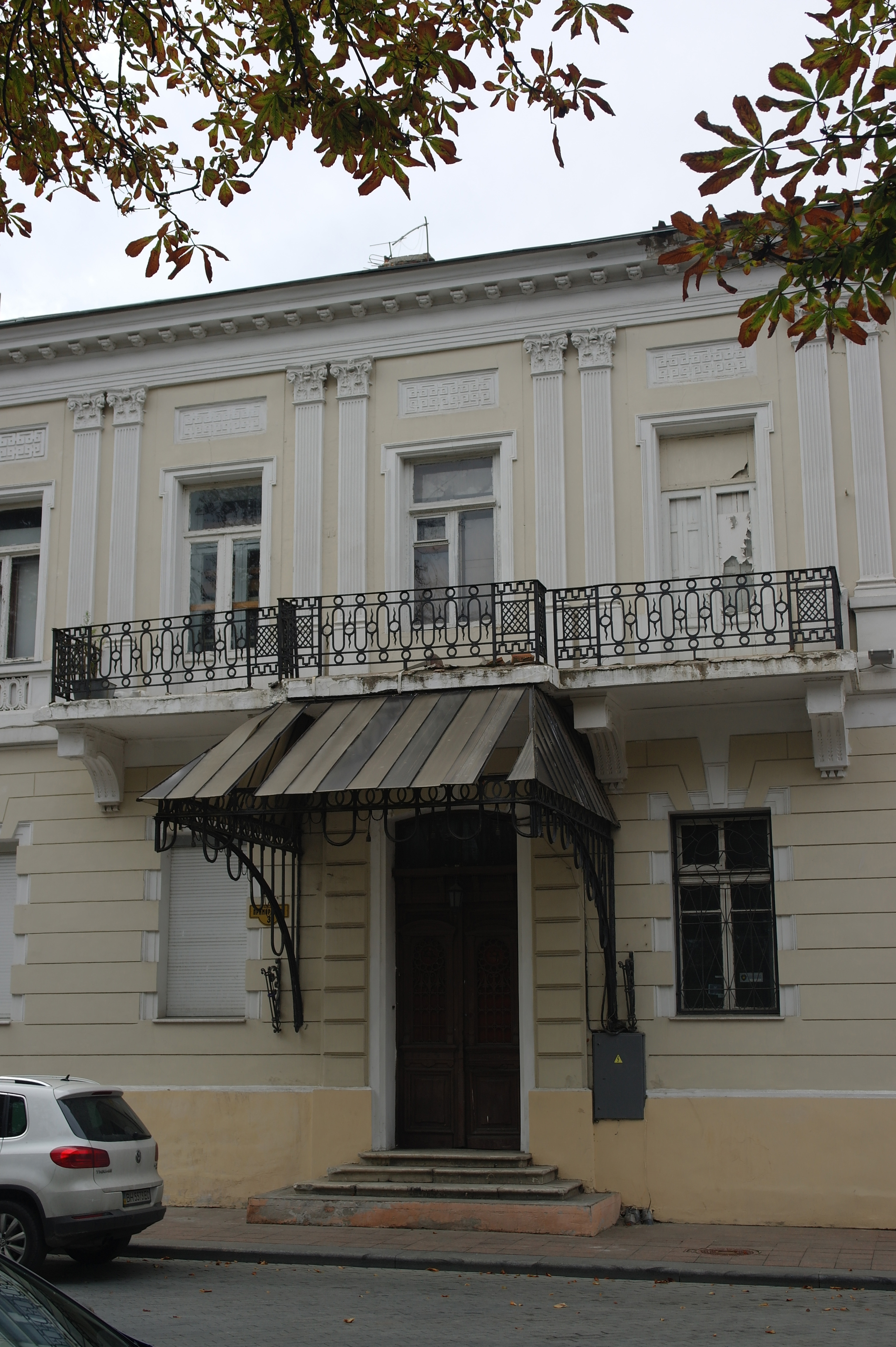
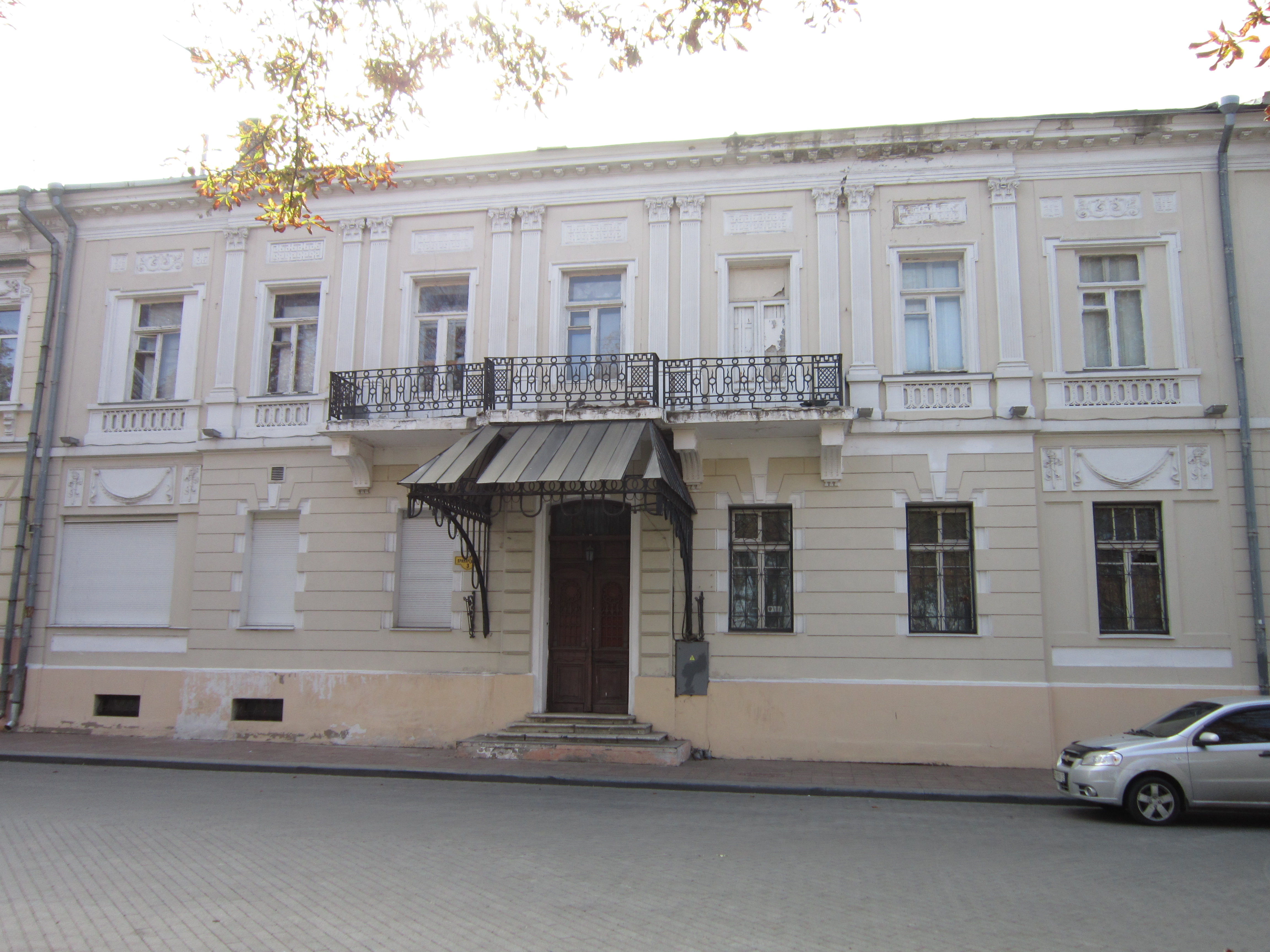